# أندرو موريسون
أندرو ويليام موريسون فر (بالإنجليزية: Andrew William Murrison VR) (ولد في 24 أبريل 1961 في كولشيستر، إنجلترا) طبيب وسياسي في حزب المحافظين في المملكة المتحدة. بعد أن شغل منصب عضو البرلمان عن ويستبوري من 2001 إلى 2010 انتخب في انتخابات المملكة المتحدة لعام 2010 للمقعد الجديد لجنوب غرب ويلتشير الذي يغطي الكثير من نفس المنطقة بما في ذلك مدن تروبريدج ووارمينستر وويسبري.

## النشأة
ابن ويليام غوردون موريسون أردي وماريون موريسون. نشأ في هارويش بإسكس وذهب إلى المدارس المحلية هناك هارويش الثانوية (الآن مدرسة هارويش ودوفيركورت الثانوية) والكلية الملكية البحرية البريطانية في دارتموث.

## المسيرة الطبية والعسكرية
مع الاستفادة من منحة البحرية الملكية البريطانية فإن موريسون تأهل كطبيب من كلية طب جامعة برستل في عام 1984 وحمل درجة دكتور في الطب وبكالوريوس الطب والجراحة.
حتى عام 2000 خدم في البحرية الملكية كموظف طبي مقره في فاريهام. خدم في حرب الخليج الثانية من 1990 إلى 1991. تقاعد برتبة جراح قائد. خلال حياته المهنية البحرية عمل كمحقق بحث فخري في مستشفى ساوثمبتون العام وقضى سنة واحدة كطالب دراسات عليا في قاعة هيوز بكامبريدج وحصل على دبلوم في الصحة العامة. منذ عام 2000 عمل كطبيب عام في ويلتشير واستشاري في مستشفى جلوسترشاير الملكي.
في عام 2003 كضابط احتياطي بحري تم استدعاؤه للعمل في العراق للقيام بجولة لمدة ستة أشهر.
في سبتمبر وأكتوبر 2008 شارك في ممارسة أبولو ومقره في قاعدة سلاح الجو الملكي بأكروتيري في قبرص لتحديث مهاراته بما في ذلك التعامل مع الضحايا القتال.

## المسيرة السياسية

دائرة جنوب غرب ويلتشير ضمن ويلتشاير.

قبل دخوله السياسة بدوام كامل كان موريسون عضوا في مجموعة بو ومساعد السير بيتر لويد (عضو البرلمان في دائرة منزله في فاريهام) ومن 1999 إلى 2000 مساعد لورد فريمان الذي كان دوره في المحافظ المركزي وكان المكتب يقوم بفحص المرشحين البرلمانيين المحتملين.
في سبتمبر 2000 تم اختيار موريسون كمرشح المحافظين المحتملين لدائرة ويست ويلشاير الغربية في ويستبوري وفي يونيو 2001 انتخب عضوا في البرلمان للدائرة الانتخابية. ثم عين بعد ذلك في لجنة اختيار العلوم والتكنولوجيا التابعة لمجلس العموم وكان عضوا في اللجنة الدائمة المعنية بمشروع إصلاح نظام الصحة الوطنية.
في انتخابات قيادة المحافظين عام 2001 دعم موريسون مايكل بورتيلو.
في نوفمبر 2003 تم تعيين موريسون كوزير الظل للصحة في حين أنه كان مهتما بشدة بسياسة الدفاع.
في عام 2004 في تصويت حر صوت ضد مشروع القانون لحظر صيد الثعالب والأرانب الذي أصبح قانون الصيد عام 2004.
أعيد انتخابه للبرلمان في الانتخابات العامة في مايو 2005 وتم تعيينه كوزير ظل للدفاع.
في عام 2005 تحدث في البرلمان ضد الاتحاد العسكري الأوروبي قائلا «إن التهديد الذي قد تشكله قوة اليورو المقترحة على واحدة من أنجح منظمات ما بعد الحرب الناتو وعلاقتنا التكافلية مع الولايات المتحدة لم تخضع للبحث بشكل كاف».
في خيارات إصلاح مجلس اللوردات في أقسام مجلس العموم في عام 2007 فقد صوت موريسون للخيارين 7 و 8 واقترح مجلس النواب المنتخب 100٪ بما في ذلك إزالة جميع الأقران وراثي المتبقية وضد الخيارين 4 و 5 الذي اقترح مجلسا جزء منه منتخب والآخر معين.
في مناقشة مشروع قانون الأجنة والإخصاب البشري في مايو 2008 أيد التعديلات التي أدخلت على مشروع القانون الذي يهدف إلى الحد الأقصى لسن الحمل من الإجهاض من أربعة وعشرين إلى عشرين أسبوعا قائلا: «إن صدمة قائمة الإجهاض خمسة وعشرين منذ سنوات ما زال واضحا في ذهني ومنذ ذلك الحين تغيرت المواقف الاجتماعية ويرجع ذلك جزئيا إلى تحسين تصوير الطفل الذي لم يولد بعد وأنا متأكد من أن القانون يحتاج إلى تحديث وعشرين أسبوعا يبدو لتحقيق التوازن الصحيح».
هو رئيس الفريق البرلماني لجميع الأحزاب في القيادة والإدارة السريرية وهو عضو في «مخاطر القلب في المجموعة البرلمانية الشابة في جميع الحزب».
تم إلغاء دائرة ويستبوري في نهاية البرلمان في الفترة من 2005 إلى 2010 لكنه تم اختياره كمرشح المحافظين للدائرة الانتخابية الجنوبية الغربية ويلتشير الجديدة التي تضم معظم منطقته الانتخابية السابقة وانتخب في 6 مايو 2010.

### التعيينات خلال برلمان 2010
- بعد إعادة انتخابه إلى البرلمان - عين السكرتير البرلماني الخاص إلى وزير الصحة أندرو لانسلي بسبب خبرته كطبيب.
- نوفمبر 2011 - عين الممثل الخاص لرئيس الوزراء للاحتفالات بالذكرى السنوية الأولى للحرب العالمية.[10]
- سبتمبر 2012 - كجزء من أول تعديل وزاري لرئيس الوزراء عين كوزير للاستراتيجية الأمنية الدولية في وزارة الدفاع.[11]
- يوليو 2014 - عين وكيل وزارة برلماني في مكتب أيرلندا الشمالية.[12]
- يناير 2016 - المبعوث الخاص لرئيس الوزراء إلى تونس والمغرب.[13]

## العائلة
موريسون متزوج من جينيفر جين موندن (جيني) وهي أخصائية العلاج الطبيعي. لديهما خمس بنات ويعيشون بالقرب من مير في ويلتشير.

## المؤلفات
- أندرو موريسون (31 أكتوبر 2011). تومي هذا هو "تومي ذلك: العهد العسكري. بيتيباك للنشر. (ردمك 978-1-84954-255-5).